# Ekonomia (dobra królewskie)
Ekonomia (również dobra stołowe, łac. bona mensae regiae) – część dóbr królewskich (królewszczyzn) wydzielonych w latach 1589–1590 przeznaczonych wyłącznie na zaspokojenie potrzeb króla i skarbu nadwornego w przeciwieństwie do pozostałych dóbr królewskich, oddawanych jako uposażenie starostom.
W XV i w pierwszej połowie XVI wieku władcy z dynastii Jagiellonów znacznie uszczuplili swoje dobra królewskie w Koronie i dobra hospodarskie w Wielkim Księstwie Litewskim nadając je swoim współpracownikom jako nagrody, wynagrodzenie lub uposażenie związane z urzędem np. kasztelana lub wojewody. W ten sposób w Koronie rozdali 58 miast i 661 wsi. Pomimo tego, że starostwa nadawano dożywotnio to często były one utrzymywane później w tym samym rodzie wypadając w ten sposób faktycznie z puli dóbr państwowych. Średnia szlachta w połowie XVI wieku zaczęła uznawać to za duży problem, ponieważ państwo w ten sposób było pozbawiane dużej części dochodów. Zaczęto więc domagać się odebrania magnatom bezprawnie trzymanych przez nich dóbr państwowych, w związku z tym szlachta na sejmie w latach 1562–1563 zażądała egzekucji nieprawnie trzymanych dóbr w zamian za zgodę na podatki na wojnę w Inflantach. Na podstawie uchwały sejmu co 5 lat miały być dokonywane lustracje dóbr królewskich, aby sprawdzać czy nie są one zawłaszczone przez prywatne osoby. Z lustracji były wyłączone dobra na Litwie w związku ze sprzeciwem tamtejszej magnaterii.
W XVI wieku na terenie Korony uformował się podział na skarb królewski (skarb nadworny) i skarb państwowy.
Cały dochód z ekonomii (dóbr stołowych) płynął do skarbu nadwornego na potrzeby króla. Uformowało się wtedy 9 ekonomii z 21 miastami i 312 wsiami, które przynosiło około 60 tys. zł rocznie. Ponadto do dóbr stołowych wpływał dochód z żup solnych w Wieliczce, palowe z Gdańska i Elbląga, dochód z ceł i mennicy oraz część dochodów z królewszczyzn.
Rozdawanie ekonomii było zakazane, jednak królowie, jak Władysław IV Waza, czasem lekceważyli zakazy.
Część dochodów z królewszczyzn (kwarta, czyli 1/4) przypadała od 1563 roku Skarbowi Rzeczypospolitej na opłacenie wojska kwarcianego.
Ekonomie stanowiły minimum stałych wpływów do królewskiego skarbu. W wiekach XVII-XVIII do największych i najbardziej dochodowych ekonomii należały w Koronie: Sambor, Malbork i Krakowskie wielkorządy (dobra królewskie zarządzane przez wielkorządcę) z Niepołomicami, w Wielkim Księstwie Litewskim zaś Grodno i Mohylew.